# Левкиппа и Клитофонт
«Левкиппа́ и Клитофо́нт» (др.-греч. Τὰ κατὰ Λευκίππην καὶ Κλειτοφῶντα) — любовный роман Ахилла Татия, написанный приблизительно в конце II века н. э., один из пяти классических греческих романов.

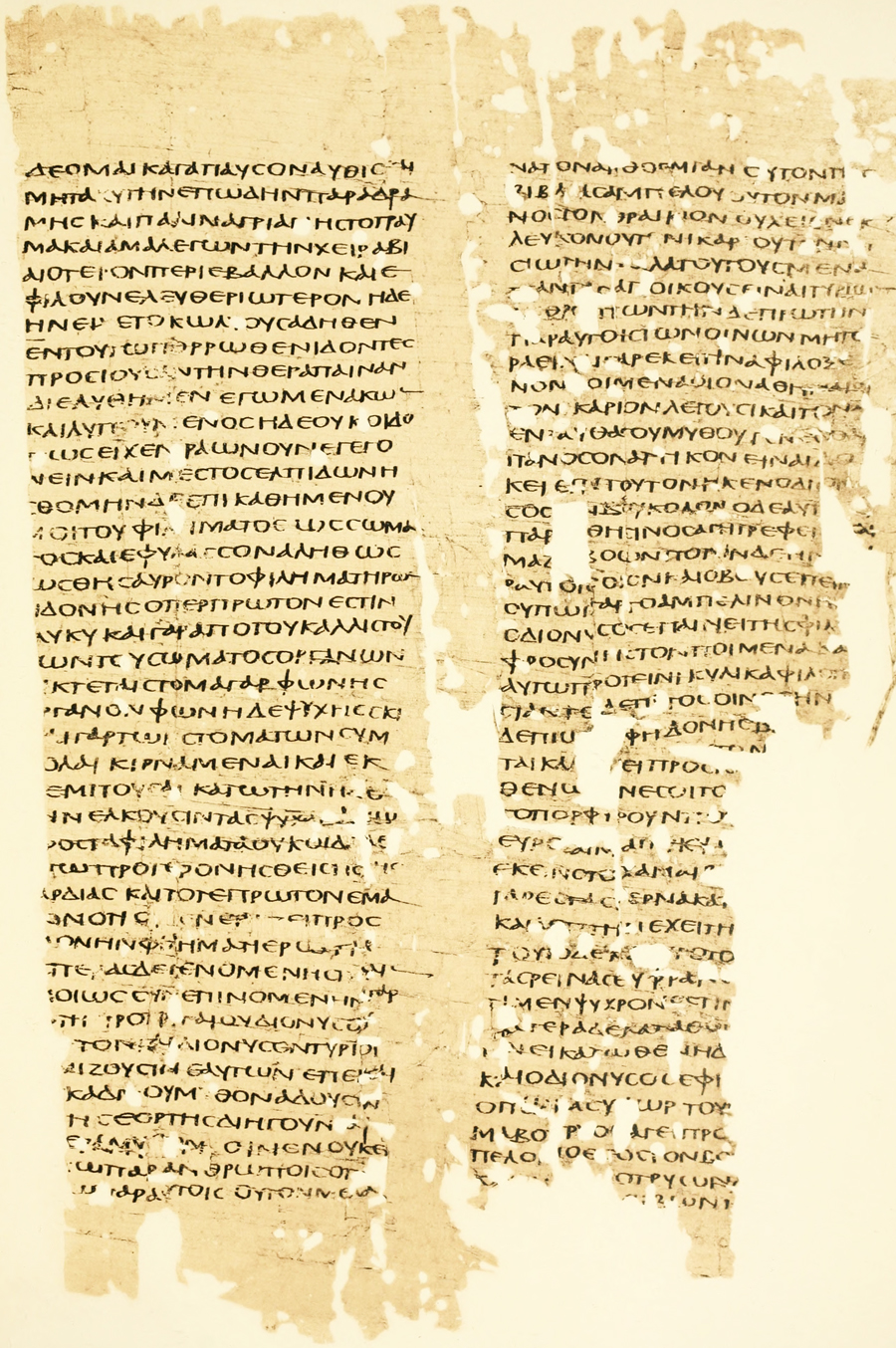
Оксиринхский папирус с фрагментом романа

## Содержание
В романе рассказывается о любви двух молодых людей, Левкиппы и Клитофонта. Левкиппа — дочь византийского стратега Сострата. Клитофонт — двоюродный брат Левкиппы, житель Тира. В Византии идет война, и Левкиппа с матерью переезжает к родным в Тир, к отцу Клитофонта. Молодые люди влюбляются друг в друга и, боясь помехи со стороны родных, убегают из родительского дома. Их сопровождает Клиний, родственник Клитофонта и его большой друг. Беглецы терпят кораблекрушение, спасаются, снова нанимают корабль, попадают в руки разбойников, освобождаются из плена и прибывают в Александрию. Там Левкиппу с помощью своих товарищей похищает влюбившийся в неё разбойник Херей. Во время погони за разбойниками Клитофонт видит инсценировку казни Левкиппы и оплакивает её смерть. В Клитофонта же влюбляется молодая, красивая и богатая вдова по имени Мелита и добивается от Клитофонта согласия ехать с ней в Эфес, чтобы там сочетаться с ней браком. Клитофонт, сначала отвергавший Мелиту, теперь, считая Левкиппу умершей, дает своё согласие на брак с ней. В Эфесе Клитофонт узнает в одной из рабынь Мелиты Левкиппу. В это же время неожиданно возвращается домой считавшийся погибшим муж Мелиты, Ферсандр, который яростно набрасывается на Клитофонта, бьет его и заключает в темницу. Сосфен, управляющий имением Мелиты, предлагает Левкиппу в любовницы Ферсандру. С большим мужеством Левкиппа отвергает притязания Ферсандра. С помощью Мелиты Клитофонт бежит из тюрьмы, но снова попадает в руки Ферсандра и вторично оказывается в тюрьме.
Желая сделать невозможным какие-либо сношения Левкиппы с Клитофонтом, Ферсандр подсылает в темницу подкупленного человека, который под видом мнимого узника рассказывает Клитофонту, что Левкиппа якобы погибла от руки убийцы, подосланного Мелитой. Клитофонт впадает в отчаяние и, обвиняя во всем Мелиту, ищет смерти, заявив на суде о своей причастности к убийству Левкиппы. Суд приговаривает Клитофонта к казни, но решает подвергнуть его сначала пытке, чтобы выявить соучастие Мелиты. Появление священного посольства во главе с Состратом, отцом Левкиппы, временно спасает Клитофонта. Процесс начинается снова, и Ферсандр обвиняет свою жену в измене, требуя возврата себе Левкиппы как развратной и беглой рабыни. Происходит испытание целомудрия Левкиппы и верности Мелиты. Благодаря вмешательству божества все оканчивается благополучно для Мелиты и для влюблённых. Ферсандр посрамлен и спасается бегством. Роман кончается свадьбой Левкиппы и Клитофонта.

## Особенности
Ахилл Татий берет готовую трафаретную схему, по которой идет композиционное построение любовного романа. Но при этом роман весь проникнут иронией и до известной степени может рассматриваться как своеобразная пародия на типовые любовные романы. Это относится и к шутовскому «жертвоприношению» Левкиппы, и к её тройной мнимой смерти. Сцена испытания её целомудрия, так же, как и Мелиты, проникнута несомненным оттенком иронии. В комическом свете выставляет Ахилл Татий своего героя Клитофонта, три раза подвергающегося побоям. Клитофонт, прикрываясь страхом перед Эротом, изменяет Левкиппе с Мелитой, считая, что он занимается «исцелением страждущей души».
В отличие от более ранних романов рассказ ведется от первого лица — Клитофонта. Повествование прерывается то длинными речами-монологами, то рассуждениями на различные темы, часто носящими характер риторических упражнений. Встречается много вставных рассказов, сказок, мифов (например, миф о Филомеле, сказка о Фениксе, рассказ о свойствах слона, о любви среди животных и растений, история Харикла).
«Левкиппа и Клитофонт» совпадает по времени своего написания с так называемой «второй софистикой», и влияние риторики на это произведение было весьма значительным. Рассуждения на различные темы и речи написаны в тщательно отделанном стиле, с широким применением антитез, аллитераций, гипербол и метафор, не всегда удачных. Сама манера письма Ахилла Татия, широкое применение риторики, с её искусственным стилем и множеством ученых экскурсов и сентенций, говорит за то, что роман предназначался для развлечения образованной публики, способной оценить все тонкости языка и стиля.

## Оценка
Аннотация Фотия к роману в его «Библиотеке» гласит:

Слог и композиция превосходны, стиль необычен, а фигуры речи там, где они применяются, достигают своей цели. Периоды, как правило, афористичны, ясны и приятны для слуха. Но непристойность и нечистоплотность чувств вредят его суждениям, наносят ущерб серьёзности и делают книгу неприятной или вовсе неподходящей для чтения.

Эта оценка веками применялась практически без изменений, и почти в тех же выражениях звучит, например, в Британской энциклопедии 1911 года и словаре Брокгауза и Ефрона. Современные исследователи склонны скорей подчеркивать оригинальность романа.

## Издания
Большое количество рукописей говорит о популярности романа. Частичный латинский перевод был напечатан в 1544, полный появился в 1554. Первое издание греческого оригинала вышло в Гейдельберге в 1601, в 1640 вышло лейденское издание Клавдия Салмазия. Первое критическое издание вышло в Лейпциге в 1821.
Существуют переводы на многие языки. Первый русский перевод был сделан группой АБДЕМ в 1925, перевод Валентины Чемберджи для «Библиотеки всемирной литературы» был выполнен в 1969.

## Влияние
Роман пользовался большой популярностью в Византии. Лев Математик (IX век) посвятил ему эпиграмму, вошедшую в «Палатинскую антологию»:
В любви несчастной целомудренную жизнь

Показывает Клитофонтов наш рассказ,

А скромности вершина — жизнь Левкиппина.

Всех изумляет, как побои лютые

Она, волос лишенье, унижения

И, молвить страшно, трижды смерть перенесла.

А если, друг, захочешь скромным быть и ты,

Нескромных эпизодов не касаясь здесь,

Усвоить надо главную романа мысль,

Что брак венец есть целомудренной любви.
По мотивам романа написаны первые главы «Жития Галактиона и Эпистимии» Симеона Метафраста (X век). Галактион — святой подвижник, связанный узами аскетического брака с Эпистимией, над которой он сам совершил обряд крещения.
Роман Ахилла Татия послужил образцом для романа Евмафия Макремволита «Повесть об Исминии и Исмине» (XI век).

## Тексты и переводы
- В серии «Loeb classical library» издан под № 45 (в 1917 году, см. текст и английский перевод (онлайн).
- В серии «Collection Budé»: Achille Tatius. Le Roman de Leucippé et Clitophon. Texte établi et traduit par J.-Ph. Garnaud. 3e tirage 2002. XXXI, 593 p.

Русские переводы:
- Ахилл Татий Александрийский, Левкиппа и Клитофонт. Пер. А. Б. Д. Е. М., под ред. Б. Л. Богаевского; вступ. ст. А. В. Болдырева. (Серия «Всемирная литература»). М.: ГИ. 1925. 192 стр.
- Ахилл Татий. Левкиппа и Клитофонт. / Пер. В. Чемберджи. // [Античный роман]. (Серия «Библиотека всемирной литературы». Т. 7). М., 1969. 300000 экз.
  - переизд.: Античный роман. М.: Худож. лит. 2001. С. 5-164.